# Bactrammina
Bactrammina es un género de foraminífero bentónico considerado un sinónimo posterior de Hyperammina de la subfamilia Hyperammininae, de la familia Hyperamminidae, de la superfamilia Hippocrepinoidea, del suborden Hippocrepinina y del orden Astrorhizida. Su especie tipo era Hyperammina elongata. Su rango cronoestratigráfico abarcaba el Holoceno.

## Discusión
Clasificaciones previas incluían Bactrammina en la familia Hippocrepinidae, así como en el suborden Textulariina del orden Textulariida.

## Clasificación
Bactrammina incluía a la siguiente especie:
- Bactrammina elongata